# Slowo-Gebäude

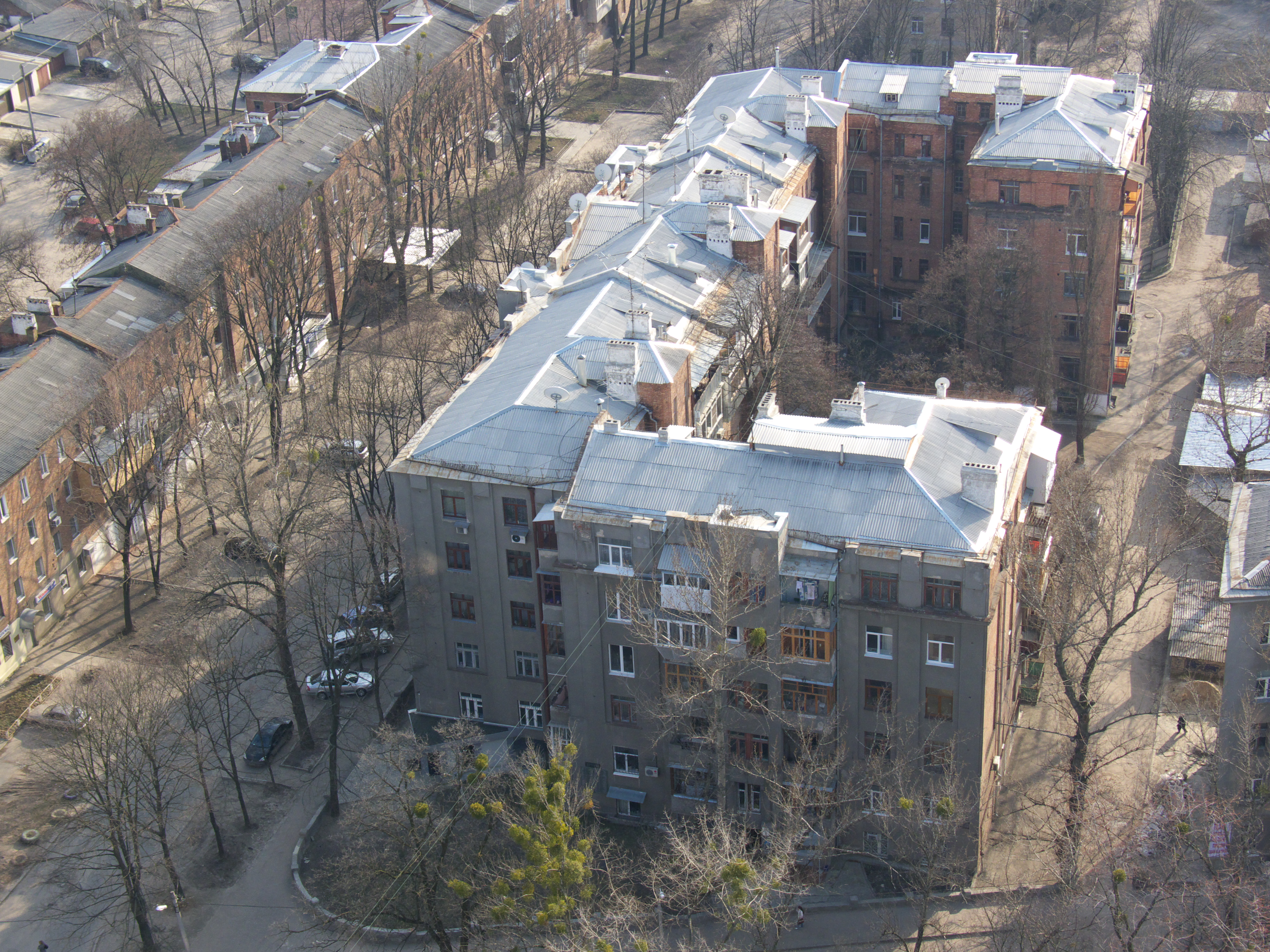
Luftbild des Slowo-Gebäudes, 2008

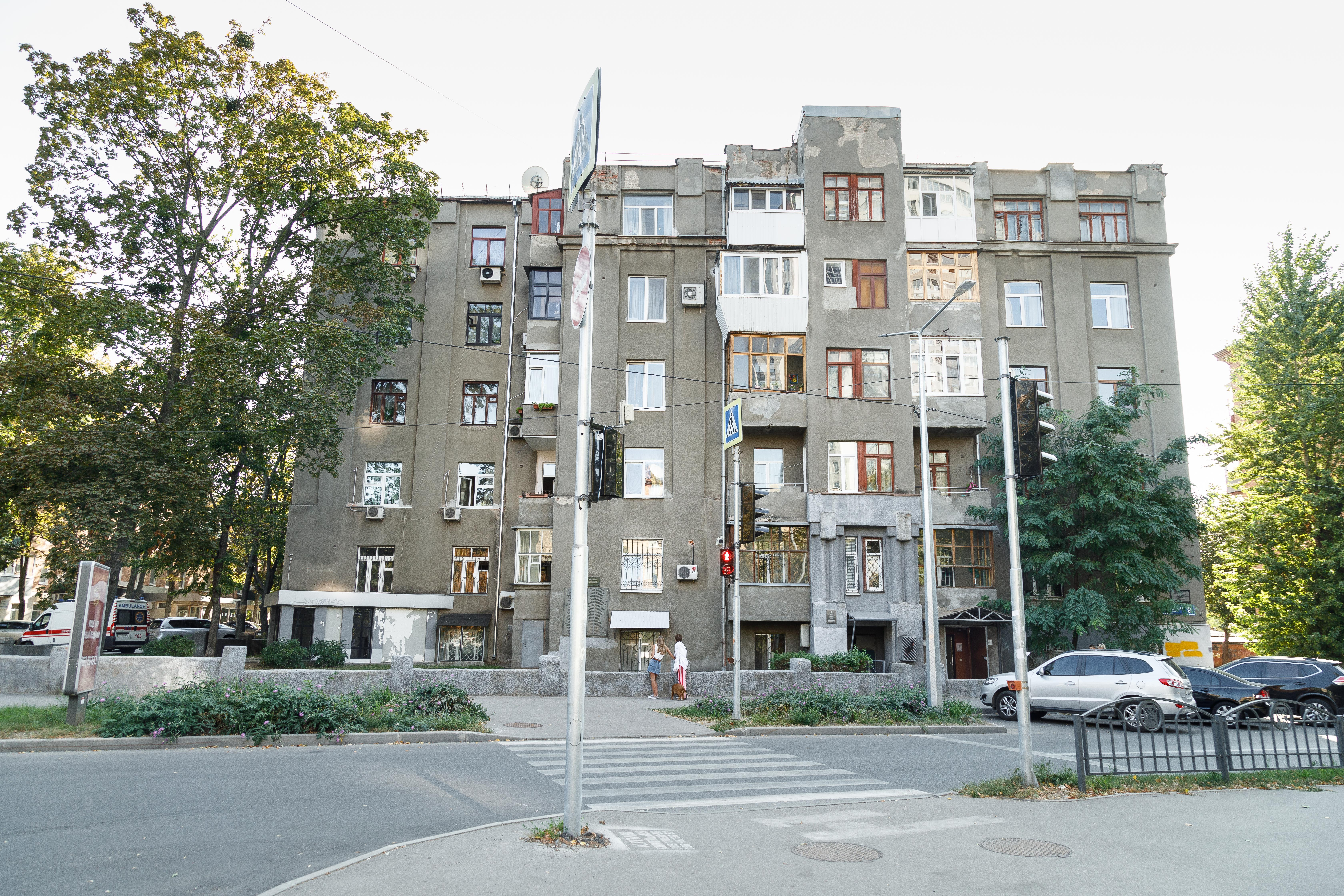
Straßenansicht des Gebäudes, 2020

Das Slowo-Gebäude (ukrainisch Будинок «Слово», Budynok „Slowo“) ist ein mehrstöckiges Wohngebäude im Stadtrajon Schewtschenko von Charkiw. Es wurde in den späten 1920er Jahren erbaut und beherbergte dann ukrainische Schriftsteller und Künstler. Die meisten von ihnen gehörten der kulturellen Renaissance an, die der Verfolgung und Hinrichtung durch Josef Stalin zum Opfer fiel.

## Geschichte

### Ein Zentrum für Schriftsteller
Von 1919 bis 1934 war Charkiw die Hauptstadt der sowjetischen Ukraine. Es galt als kulturelles, wissenschaftliches und wirtschaftliches Zentrum. Auch die ukrainische Literatur erlebte zu dieser Zeit eine Renaissance. Das rasche Bevölkerungswachstum führte allerdings zur Wohnungsnot. Viele Schriftsteller konnten sich die hohen Wohnungspreise nicht leisten und lebten in improvisierten Häusern oder, wie z. B. Pawlo Tytschyna, in Büros.
In der Mitte der 1920er Jahre suchten die Intellektuellen daher nach anderweitigen Lösungen. Ostap Wyschnja, der damals der Schriftstellerorganisation namens Pflug (ukrainisch плуг) angehörte, bat die Regierung um den Bau eines Wohnungskomplexes, in dem die ukrainischen Schriftsteller untergebracht werden können. Da die Mittel für die Fertigstellung des Gebäudes fehlten, reiste Wyschnja 1929 nach Moskau und wandte sich direkt an Josef Stalin, der einer Finanzierungshilfe zustimmte und das Geld noch am selben Tag zur Verfügung stellte unter der Bedingung, dass die Bewohner es innerhalb von 15 Jahren zurückzahlen würden. Am 25. Dezember 1929 wurde das Slowo-Gebäude fertiggestellt.

### Repressionen und Festnahmen
Seit der Fertigstellung zogen viele Ukrainer nach Charkiw und ins Slowo, darunter Schriftsteller, Dichter, Regisseure und Schauspieler. Unter den ersten Mietern befanden sich drei Schriftsteller, die dem Allukrainischen Verband proletarischer Schriftsteller (ukrainisch Всеукраїнська спілка пролетарських писменничів, Wseukrajinska spilka proletarskych pysmennytschiw) angehörten. Diese setzten sich dafür ein, den bürgerlichen Nationalismus zu bekämpfen, und strebten einen sozialistischen Realismus in der Literatur an. Sie waren die ersten, die ihre Nachbarn mehr oder weniger freiwillig denunzierten und damit eine Periode der Repression einleiteten, die den endgültigen Niedergang des Slowo und von Charkiw zur Folge hatte.
Das Gebäude war eine willkommene Möglichkeit für Stalin, die ukrainischen Intellektuellen zu kontrollieren. In jeder Wohnung befanden sich Telefone, die zur Überwachung der Bewohner genutzt wurden. Nach den ersten Jahren des friedlichen Zusammenlebens verschärften sich die Repressionen auf die Literaten. Misstrauen, Kontrolle und Überwachung überschatteten die bislang freundschaftliche Nachbarsgemeinschaft.
1931 kam es zur ersten offiziellen Verhaftung. Die Schauspielerin und Schriftstellerin Halyna Mnewska, Ehefrau des Dichters Klym Polischtschuk, wurde am 20. Januar 1931 festgenommen, da sie ihren „anti-sozialistischen“ Ehemann nicht denunziert hatte. Sie wurde zu fünf Jahren Haft verurteilt und durfte die Ukraine danach nicht mehr betreten. Es folgten weitere Festnahmen: Am 2. März 1931 wurde Pawlo Chrystjuk und am 16. März 1932 Iwan Bahrjanyj verhaftet. Im Jahr 1933 kam es zu den meisten Verhaftungen. Nach der Festnahme des Schriftstellers Mychajlo Jalowyj schlossen sich Mykola Chwylowyj, Mykola Kulisch und Oles Doswitnij zusammen, um über das weitere Vorgehen zu beratschlagen. Während dieses Treffens ging Chwylowyj zurück in seine Wohnung und erschoss sich selbst. Diese Tat veranschaulicht die Verzweiflung, die mittlerweile unter den Bewohnern des Slowo herrschte.
Die Welle der Repressionen traf insgesamt 40 der 66 Wohnungen und damit einen Großteil der Bewohner. 33 von ihnen wurden hingerichtet, Mykola Chwylowyj beging Suizid, ein Bewohner starb unter ungeklärten Umständen und fünf wurden zu langjährigen Freiheitsstrafen verurteilt. Die Repressionen fielen mit dem Holodomor, einer durch staatliche Maßnahmen ausgelösten schweren Hungersnot in den 1930er Jahren in der Ukraine, zusammen. Der ukrainische Schriftsteller Iwan Bahrjanyi bezeichnete das Gebäude als „Krematorium“.
Im Jahr 1934 wurde Kiew zur Hauptstadt der Ukraine. Viele Schriftsteller konnten Charkiw verlassen. Der Wohnkomplex blieb für mehrere Jahre unbewohnt, insbesondere während des Zweiten Weltkriegs. Erst ab den 1950er Jahren wurde das Slowo-Gebäude von einer neuen Generation von Schriftstellern und Künstlern bewohnt. Seit der Jahrtausendwende sind unter den Bewohnern nur noch wenige Intellektuelle und Künstler.

### Beschädigung 2022
Während des russischen Überfalls auf die Ukraine kam es zur Schlacht um Charkiw bei der russische und prorussische Einheiten die Stadt beschossen. Dabei wurde Anfang März 2022 auch das Slowo-Gebäude beschädigt.

## Architektur

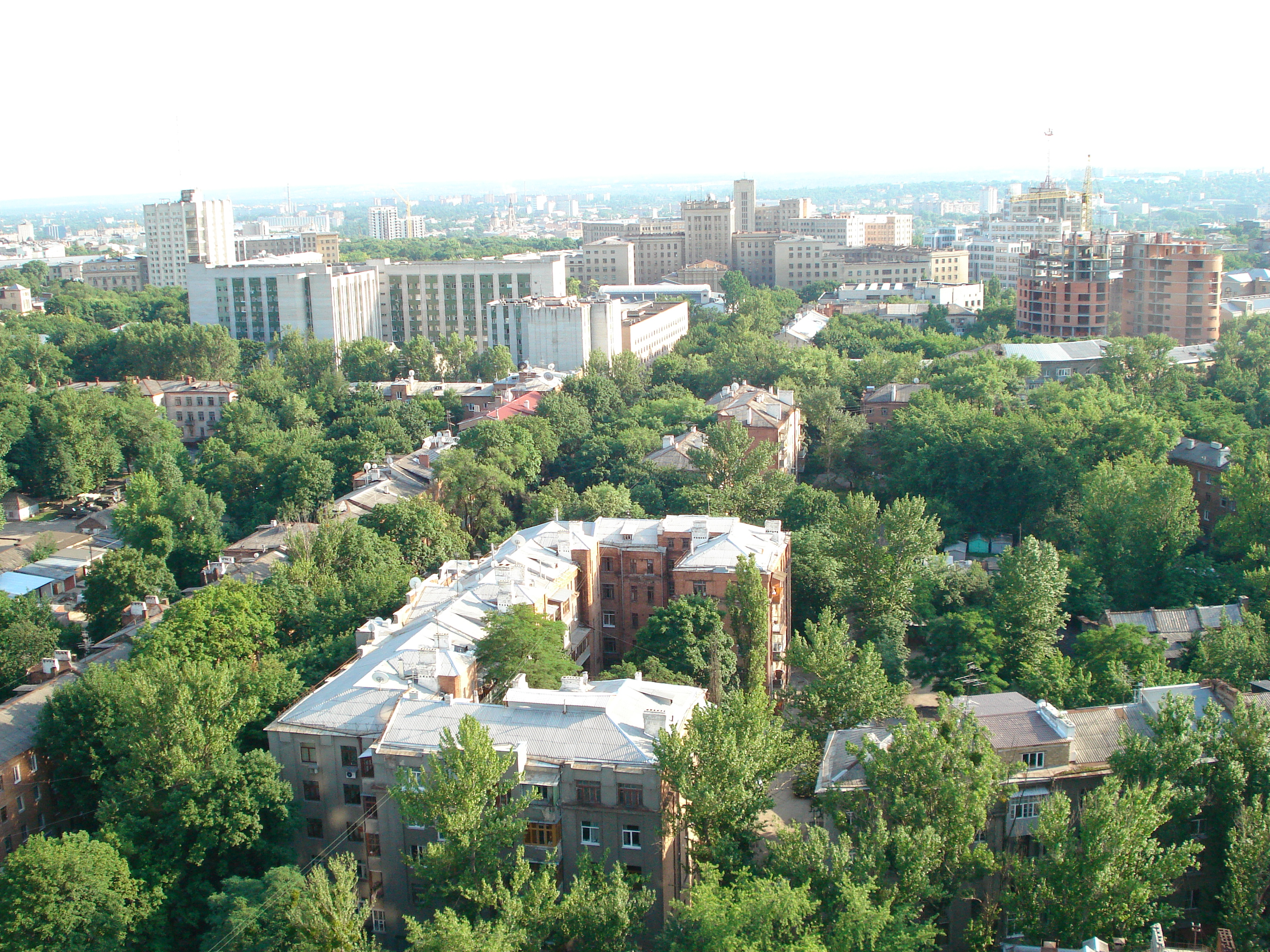
Slowo-Gebäude, 2013

Das Slowo-Gebäude wurde 1927 von dem Architekten Mychajlo (Mytrofan) Daschkewytsch entworfen. Es ist stilistisch dem Konstruktivismus zuzuordnen. Es hat die Form des Buchstabens „С“ und gibt damit das ukrainische слово (slowo) wieder, was „Wort“ bedeutet. Damit steht das Gebäude symbolisch dafür, dass es für Schriftsteller gebaut wurde.
Das Gebäude wurde in einem für die Sowjetunion der Zwischenkriegszeit sehr luxuriösen Stil gebaut. Jede Wohnung umfasste drei bis vier Zimmer. Die Schriftsteller lebten in privaten und gehobenen Bedingungen, was zu dieser Zeit im Gegensatz zur ideologischen Erziehung des Kollektivismus stand. Gleichzeitig repräsentieren die Wohnbedingungen die Idee, dass Komfort und Ruhe eine wichtige Voraussetzung für eine künstlerische Tätigkeit sind. Die Bewohner lebten entgegen der gewöhnlichen Wohnsituation der Ukrainer, die in der Regel in Gemeinschaftswohnungen und in stark beengten Verhältnissen wohnten. Auch die Bewohner des Slowo kamen zumeist aus ärmlichen Verhältnissen und hatten zuvor in kleinen Räumen gewohnt, die sie mit anderen teilen mussten. Die Lebensbedingungen im Slowo waren mit denen der gewöhnlichen Charkiwer kaum zu vergleichen. Viele Bewohner lebten ein privilegiertes Leben. Gleichzeitig waren sie oftmals an das Gebäude gebunden; viele von ihnen waren Amtsinhaber und mussten vor Ort bleiben, wenn sie ihre Familien unterstützen wollten. Viele von ihnen holten zudem Verwandte in das Gebäude, die in ärmeren Verhältnissen leben mussten.
Das Gebäude besteht aus fünf Stockwerken und umfasst 66 Wohnungen. Es wurde mit den besten damals verfügbaren Materialien gebaut. Auf dem Dach befinden sich eine Sonnenterrasse und eine Dusche, im Keller hatte das Haus einen eigenen Kindergarten. Zudem gab es in dem Haus eine Cafeteria, einen Schönheitssalon und einen Waschraum. Der Innenhof war ein wichtiges Zentrum und Treffpunkt für die Bewohner. Nach dem Zweiten Weltkrieg wurde im Slowo ein Aufzug eingebaut, der vom Erdgeschoss bis zum 5. Stock reicht.
Die Wohnungen bestanden jeweils aus einem Wohnzimmer, einer Küche, einem Bad, einer Speisekammer, einem langen Flur sowie ein bis zwei Schlafzimmern. Die Räume wurden über eine Zentralheizung beheizt.
Die Bewohner des Slowo-Gebäudes wurden früher Slowjany (ukrainisch слов’яни) genannt, möglicherweise in der Bedeutung „Slowo-Leute“.

## Gedenken

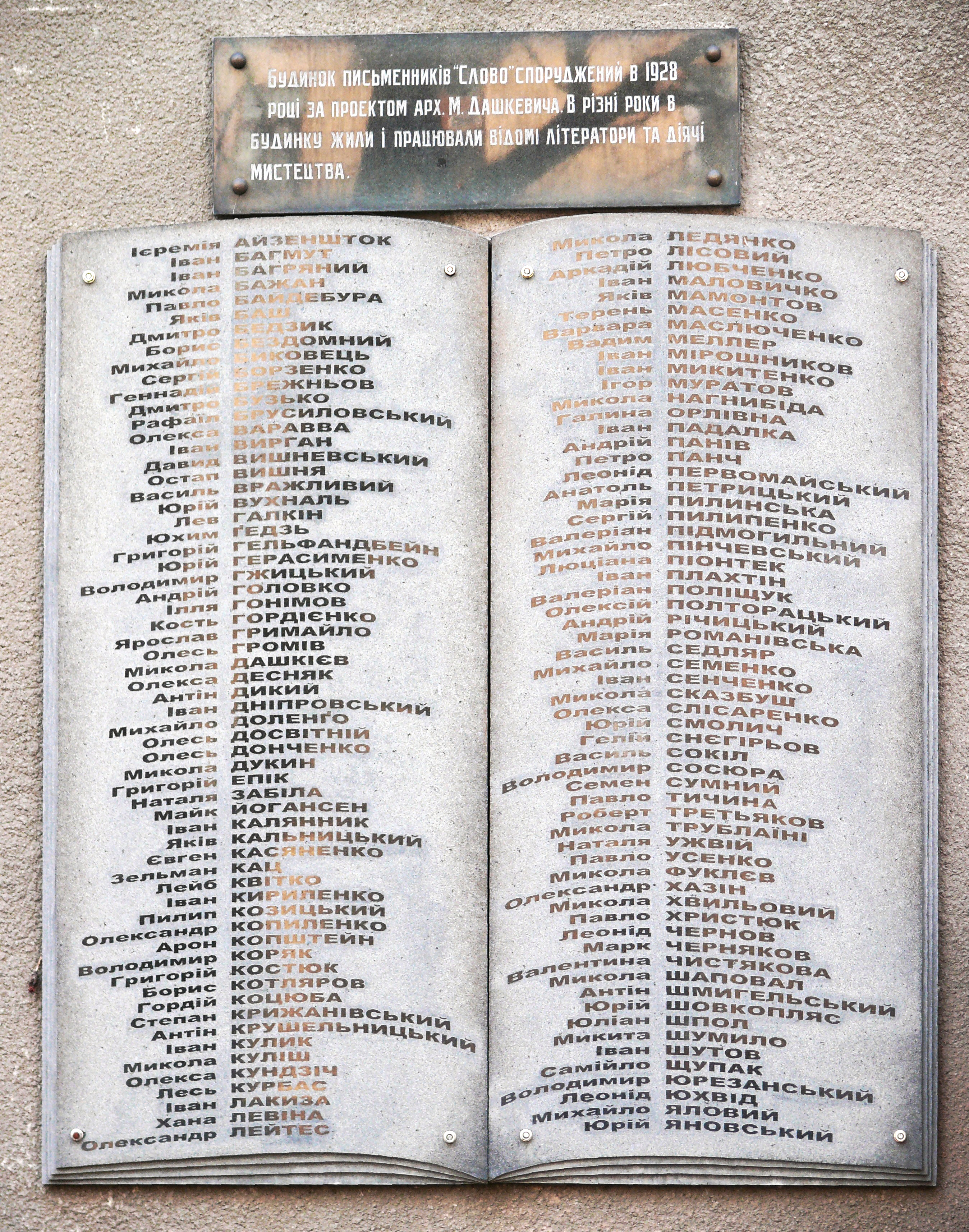
Gedenktafel

Das Gebäude wurde am 21. August 2019 in das staatliche Register der unbeweglichen Denkmäler der Ukraine eingetragen. Am 24. August 2003 wurde eine Gedenktafel angebracht, die die Namen der ersten Bewohner auflistet. Die Tafel aus Bronze und Granit ersetzt eine Tafel aus Aluminium, die zuvor gestohlen worden war.
Im Jahr 2017 startete das Forschungsprojekt ProSlovo. Es widmet sich der Erinnerung an die Zeit der Unterdrückung, dem Gebäude und seinen Bewohnern. Auf der Website des Projekts sind 3D-Visualisierungen, eine Zeitleiste der Ereignisse, Fotografien, Karten und andere Dokumente zur Erinnerung an das Haus und seine Bewohner zugänglich.
Der Dokumentarfilm Slovo House (2017) von Ljubow Jakymtschuk und Taras Tomenko behandelt das Slowo-Gebäude und seine Bewohner.